# Choricarpia subargentea
Choricarpia subargentea är en myrtenväxtart som först beskrevs av Cyril Tenison White, och fick sitt nu gällande namn av Lawrence Alexander Sidney Johnson. Choricarpia subargentea ingår i släktet Choricarpia och familjen myrtenväxter. Inga underarter finns listade i Catalogue of Life.